# Clipperton-Insel
Die Clipperton-Insel (französisch Île Clipperton oder Île de la Passion (deutsch Insel der Leidenschaft), offiziell auch La Passion-Clipperton) liegt im Pazifischen Ozean etwa 1080 km südwestlich von Mexiko. Sie ist ein unbewohntes Atoll und französisches Überseegebiet. Clipperton gehört nicht zum Schengen-Raum.

## Geografie
Clipperton ist ein typisches Atoll, das einem absinkenden Vulkankomplex aufgelagert ist, wobei die oberste „Spitze“ des ehemaligen Vulkans – ein Teil des erodierten Kraterwalles – am Rocher Clipperton (Clipperton Rock) erhalten geblieben ist. Er stellt mit 29 m auch die höchste Erhebung der Insel dar, ansonsten erhebt sich die Insel nur zwei bis drei Meter aus dem Pazifik. Die Landfläche der Insel beträgt nur 1,7 Quadratkilometer, die eingeschlossene Lagune mitgerechnet sind es jedoch 8,9 Quadratkilometer. Der Umfang des Atolls ist 11,8 Kilometer, die Breite des die Lagune umgebenden Landrings schwankt zwischen 40 und 360 Metern. Die Länge des gesamten Atolls beträgt 4 Kilometer, seine Breite 2,9 Kilometer.
Innerhalb der Lagune im Nordwesten liegen die Îles Egg (auch als Îles aux Œufs bezeichnet), eine Gruppe zweier annähernd runder Koralleninselchen mit einer Gesamtfläche von weniger als 1000 Quadratmetern, die nur wenig über das Wasser ragen. Weitere noch kleinere Inseln sind Îlot vert, Îlots Ouest und Île aux Sternes, alle im Nordwesten und Westen der Lagune. Nur auf diesen kleinen Inseln können Seevögel ungestört brüten, da sie für die Landkrabben (Spezies Johngarthia planata), die die Ringinsel in großer Menge dominieren (elf Millionen Tiere, das sind mehr als sechs Exemplare pro Quadratmeter Landfläche), unerreichbar sind.

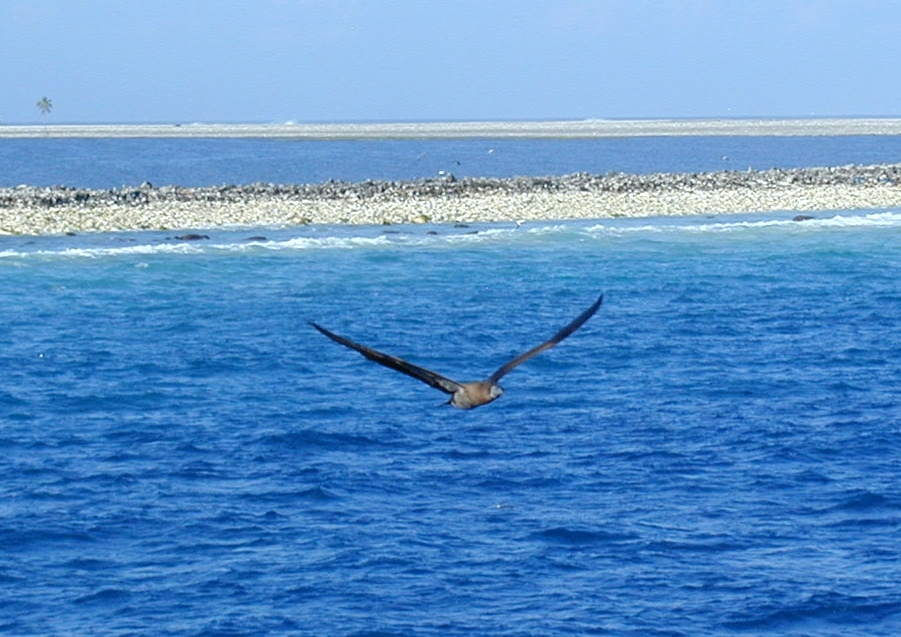
Weißbauchtölpel, Lagune und einzelne Palme im Hintergrund

Die Lagune weist einige unterschiedlich tiefe Becken auf, darunter Fosse Orientale (im Osten mit einer Tiefe bis zu 44 Metern), sowie Trou Sans Fond, eine Grube im Südosten mit einem Durchmesser von 240 Metern. Frühere Angaben einer Tiefe von mehr als 92 Metern konnten in jüngeren Messungen nicht bestätigt werden; bathymetrische Untersuchungen von 2005 und 2015 ergaben Wassertiefen von maximal 37 Metern im Trou Sans Fond; an anderen Stellen der Lagune wurden bis zu 55 Metern Tiefe gemessen. Jacques-Yves Cousteau, der mit der Calypso zwischen 1970 und 1980 Clipperton mehrmals besuchte, unternahm 1976 einen Tauchgang im Trou Sans Fond und stellte dort hohe Konzentrationen von Schwefelwasserstoff fest. Der Schwefelwasserstoff entsteht durch die Verrottung organischen Materials unter Sauerstoffmangel (Fäulnis).
Dem Atoll ist ein Korallenriff vorgelagert. Auf Grund ihrer Abgeschiedenheit wird die Insel selten besucht. An mehreren Stellen außerhalb des Riffes kann geankert werden, aber eine Einfahrt in die Lagune ist nicht möglich, da der Landring seit über 150 Jahren geschlossen ist. Gelegentlich gehen jedoch wetterbedingt hohe Wellen über die niedrigeren und schmaleren Stellen des Rings und erreichen die Lagune.
Das Atoll wurde erstmals 1839 von Edward Belcher kartiert, der zwei Öffnungen im Landring vorfand. Im November 1858 stellte Victor Le Coat de Kervéguen fest, dass der Ring geschlossen war, was, soweit bekannt, ohne Unterbrechung bis heute der Fall ist. Es wird vermutet, dass der Ringschluss durch die Auswirkungen eines Tropensturms erfolgte. Die früheren Öffnungen sind noch heute leicht festzustellen, ein Gebiet losen Sandes im Nordosten sowie der Landstreifen gegenüber dem Isthmus im Südosten.

## Verwaltung
Seit 21. Februar 2007 untersteht die Clipperton-Insel nicht mehr der Hoheitsgewalt Französisch-Polynesiens, sondern wird nun unmittelbar vom französischen Minister für die überseeischen Gebiete verwaltet. Damit befindet sich die Clipperton-Insel im Staatseigentum der Französischen Republik („la propriété privée de l’État“). Clipperton hat seit 1. Januar 2008 den INSEE-Code 989 01 (vorher: 987 99) und den ISO-3166-2-Code FR-CP. Außerdem hat Clipperton einen ausnahmsweise reservierten Code ISO 3166-1:CP. Dieser Code existiert nur aufgrund der Verwendung in anderen Standards und sollte nicht für eine Kodierung nach ISO 3166-1 verwendet werden.

## Flora und Fauna

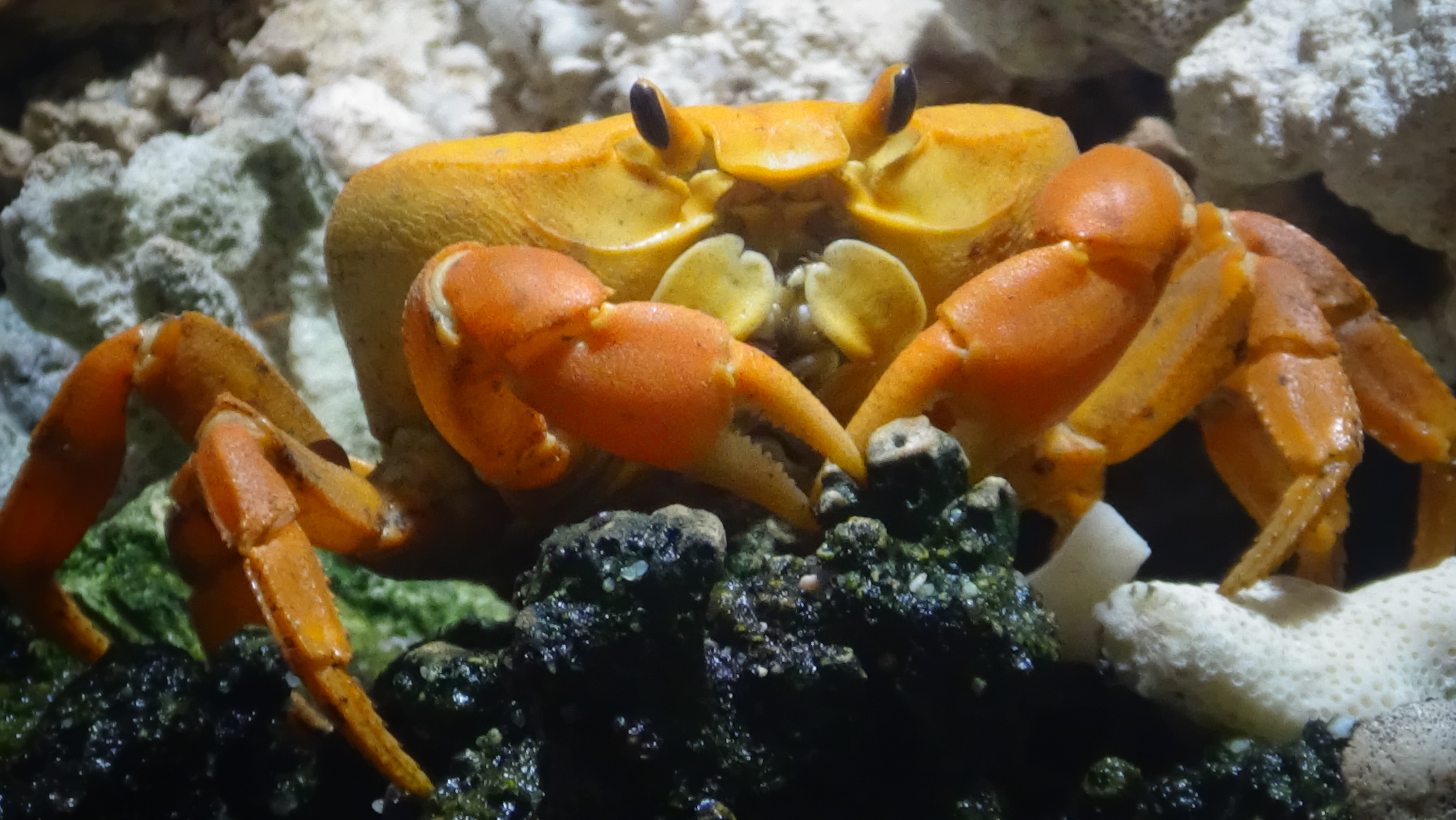
Clippertonkrabbe

Sowohl die Flora als auch die Fauna des Atolls sind, bedingt durch seine Isolation und die wenig abwechslungsreichen Biotope, durch Artenarmut geprägt. Im sehr feuchten tropischen Klima der Insel gedeihen hauptsächlich Kokospalmen sowie eine Krautschicht, die aus Windengewächsen, Sauergrasgewächsen und Braunwurzgewächsen gebildet wird. Dieser Bodenbewuchs, der 1958 die Insel beinahe vollständig bedeckte, ist in der zweiten Hälfte des 20. Jahrhunderts vermutlich als Folge der extremen Vermehrung der Landkrabben weitgehend verschwunden, scheint sich aber in jüngster Zeit wieder zu regenerieren.
Die Landfauna wird von lediglich zwei Arten dominiert, den oben erwähnten Landkrabben und den Maskentölpeln, die hier mit etwa 110.000 Exemplaren eine der weltweit größten Kolonien bilden. Ungefähr ein Dutzend weiterer Arten sind als Brutvögel bekannt, darunter früher beachtliche Kolonien von Weißbauchtölpeln, verschiedenen Seeschwalbenarten, Fregattvögeln und Blässhühnern. Durch die Ausbreitung der Landkrabben werden jedoch mit Ausnahme der Maskentölpel die meisten Arten von ihren Brutplätzen verdrängt. Lediglich die Inseln innerhalb der Lagune sind krabbenfrei und können daher von den Vögeln als Brutstätte genutzt werden. Außer den Vögeln und Krabben leben auf der Insel einige Arten von Insekten und ein Vertreter der Skinke. Säugetiere sind auf Clipperton nicht heimisch; die verwilderten Schweine, die zu den Zeiten der Piraten, Entdecker und Eroberer als Notvorrat auf der Insel zurückgelassen worden waren, wurden 1958 ausgerottet. Seit dem Jahr 2001 wird die Ausbreitung von Ratten auf der Insel beobachtet.
Die meromiktische Lagune ist ein sterbendes Gewässer. Seit 150 Jahren vom Meer abgetrennt, leidet es durch den hohen Eintrag von organischem Material (Pflanzenreste, Vogelkot) unter Eutrophierung, was zu starkem Sauerstoffmangel und Fäulnis in der Tiefe führt. Inzwischen enthält die Lagune kein höheres Leben mehr, nur Bakterien (insbesondere Cyanobakterien) können hier noch überleben. Das äußere Riff bietet Lebensraum für zahlreiche Fische, darunter zwei endemische Arten.

## Geschichte
Eine gelegentlich vermutete Entdeckung durch Ferdinand Magellan auf seiner Weltumseglung 1521 ist nicht belegt. Nachweislich von Europäern entdeckt wurde die isoliert liegende Insel am Karfreitag, dem 3. April 1711 durch die zwei französischen Fregatten La Princesse und La Découverte unter den Kapitänen Mathieu Martin de Chassiron und Michel Dubocage. Aufgrund des Datums der Entdeckung wurde sie Île de la Passion getauft. Der heute gebräuchliche Name der Insel geht auf den Piraten John Clipperton zurück, der das Riff zu Beginn des 18. Jahrhunderts als Unterschlupf benutzt haben soll.

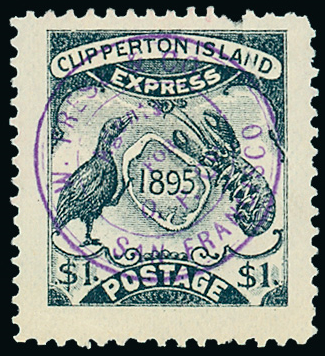
1$-Briefmarke von Clipperton Island 1895

1858 wurde die Insel durch den französischen Kapitänleutnant (lieutenant de vaisseau) Victor Le Coat de Kervéguen für Frankreich annektiert. Zwischen 1892 und 1897 bauten amerikanische Minengesellschaften (wie die Oceanic Phosphat Company) Guano ab. Diese begründeten ihren Anspruch mit dem Guano Islands Act. Mexiko meldete ebenfalls Besitzansprüche an und errichtete 1905 eine Garnison, um seine Souveränität über die Insel zu untermauern.

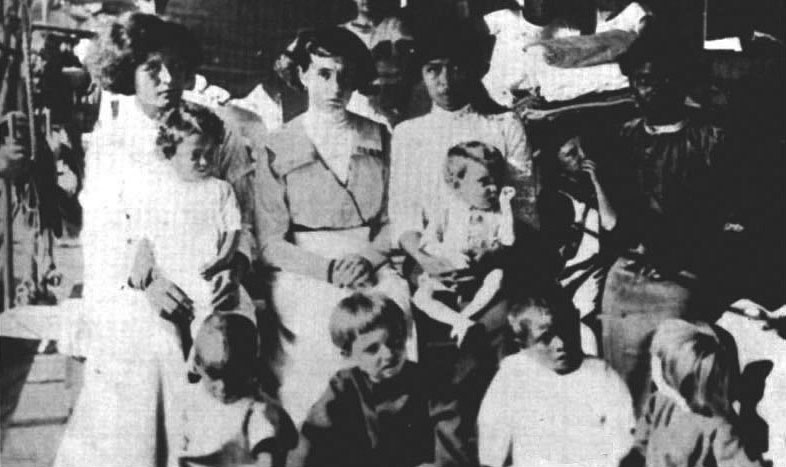
Die elf „Clippertonüberlebenden“: Tirsa Rendon, Alicia Rovira Arnaud, Altagracia Quiroz, Teenager Rosalía und sieben Kinder

In den Wirren der mexikanischen Revolution geriet die Garnison mit zehn Soldaten unter der Führung von Hauptmann Ramón Arnaud mit ihren Familien in Vergessenheit. Arnaud und seine Männer ertranken, als sie ein kleines Boot aussetzten, weil sie glaubten, Schiffe gesehen zu haben. Ohne Versorgung vom Festland überlebten nur wenige Frauen und Kinder sowie als einziger Mann der Leuchtturmwärter Victoriano Álvarez, der die Frauen zwei Jahre lang misshandelte, vergewaltigte und quälte, bis die Witwe des Kapitäns, Alicia Arnaud, und Tirsa Rendon am 17. Juli 1917 den Mut aufbrachten, ihn mit einem Hammer umzubringen. Noch am selben Tag wurden die vier Frauen und ihre Kinder vom amerikanischen Patrouillenboot USS Yorktown gerettet. In Mexiko wurden die zwei Frauen wegen Mordes angeklagt, die Richter erkannten aber an, dass sie aus legitimer Selbstverteidigung gehandelt hatten und sprachen sie frei. Der Stoff wurde Gegenstand einiger Romane, die sich allerdings teilweise sehr weit von den wirklichen Ereignissen entfernen.

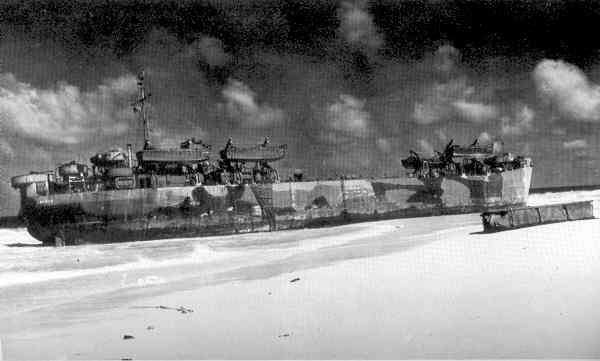
Das US-amerikanische LST-563 (LST = Landing Ship Tanks) gestrandet vor Clipperton, Dezember 1944

Um den Besitzanspruchsstreit beizulegen, einigten sich Frankreich und Mexiko, den italienischen König Viktor Emanuel III. als Schiedsrichter einzusetzen. Dieser entschied 1931, die Insel sei französisches Hoheitsgebiet. Am 12. Juni 1935 wurde die Insel durch das Schiff Jeanne d’Arc wieder offiziell in französischen Besitz genommen. Zwischen Clipperton und Frankreich liegen 11.000 km und zum nächsten französischen Territorium, Französisch-Polynesien, sind es etwa 4.000 km. Während des Zweiten Weltkriegs besetzten die Vereinigten Staaten die Insel, um dort eine Wetterstation zu errichten („Island X“). Nach Kriegsende verließen die Amerikaner Clipperton jedoch wieder. Pläne, das Eiland als Zwischenstation für Pazifik-Überflüge auszubauen, wurden bald wieder fallen gelassen, da der technische Fortschritt inzwischen Nonstopflüge ermöglichte. Die Insel ist seither unbewohnt. Das Betreten ist ausschließlich für wissenschaftliche Zwecke erlaubt.
Es existieren auf der Insel zahlreiche Hinterlassenschaften vorangegangener Missionen, darunter Camp Bougainville. Benutzbar ist nach wie vor eine etwa 1,2 Kilometer lange Schotterpiste, die für Flugzeuge entsprechender Reichweite geeignet ist.

## Trivia
Obwohl die Clipperton-Insel unbewohnt ist, besitzt sie die Postleitzahl 98799 und den Euro als Währung. Die Insel gehört nicht zur Europäischen Union. Der INSEE-Code lautet 98901.

### Belletristik
- Karl Berger: Clipperton. A novel. Harbor House, Augusta, Ga 2006, ISBN 1-891799-68-1.
- Gabriele Hoffmann: Annas Atoll. Europa-Verlag, Hamburg 2002, ISBN 3-203-78046-1.
- Claude Labarraque-Reyssac: Les oubliés de Clipperton. Récit. Bonne, Paris 1970.
- Ivo Mansmann: Clipperton. Schicksale auf einer vergessenen Insel. Mitteldeutscher Verlag, Halle 1990, ISBN 3-354-00709-5.
- Gil Pastor: L’homme de Clipperton. Luneau Ascot Édition, Paris 1987.
- Pablo Raphael: Clipperton. Novela. Random House Mondadori, Barcelona 2015, ISBN 978-84-397-3050-7.
- Laura Restrepo: La isla de la pasión.
  - deutsch: Die Insel der Verlorenen. Verlag Luchterhand, München 2011, ISBN 978-3-630-87358-9.

### Sachbücher
- Tom Elliott: Clipperton. The island of lost toys and other treasures. Trafford Publishing, Bloomington, Ind. 2006, ISBN 978-1-4120-7032-4.
- Marie-Hélène Sachet: Histoire de l’Île Clipperton. 1958.
- Jimmy M. Skaggs: Clipperton. A history of the island the world forgot. Walker, New York 1989, ISBN 0-8027-1090-5.
- Judith Schalansky: Atlas der abgelegenen Inseln. mareverlag, Hamburg 2013 (4. Auflage), S. 106f., ISBN 978-3-86648-117-6.